# Mehdi Sojoudi Moghaddam
Mehdi Sojoudi Moghaddam (Teherán, 1962. január 15. –) iráni író, műfordító, irodalomtörténész.

## Életpályája
Sojoudi értelmiségi szülők gyermekeként született a perzsa fővárosban, Teheránban. Középiskoláit a híres Hadaf Gimnáziumban végezte ahol már a gimnáziumi évek alatt elkezdődött irodalmi pályafutása, itt próbálkozott először novella és versírással.
1988-ban beiratkozott a teheráni egyetem Bölcsészettudományi Karára, ahol később angol nyelv és irodalomból szerzett diplomát.

## Művei
Sojoudi 2012-ben megjelent híres regénye „Szemet szemért”, valós történeten alapul. Egy iráni asszony, Ameneh Bahrami arcát örökre elcsúfította és savval meg is vakította az a férfi, akinek közeledését a nő előzőleg visszautasította. A bíróság büntetésképpen lehetőséget adott az asszonynak,
hogy bosszút álljon tönkretett életéért: egy gondosan előkészített műtőben orvos várta a parancsát, hogy savat cseppentsen a férfi szemébe a szemet szemért elv alapján, amit ebben a tragikus esetben, szó szerint értelmezett az iráni igazságszolgáltatás. Az elkövető, Majid Movahedi térden állva, sírva várta a sorsát, amikor az orvos megkérdezte a 34 éves Bahramit, (akinek arca a savas támadásnak köszönhetően szinte a felismerhetetlenségig összeégett): „Mit akarsz most tenni?” 
„Megbocsátok neki, megbocsátok neki! Életem végéig cipelném a terhet, ha megtenném ezt a szörnyűséget!” – felelte, és arra kérte az orvost:  kegyelmezzen meg támadójának.  A megdöbbentő jelenetet élő adásban közvetítette az iráni televízió. 
Sojoudi számos idegen nyelvű regény és novella műfordítójaként is ismert, többek között Nicholas Charles Sparks amerikai bestsellerszerző „The Notebook” című híres regényét, Bernhard Schlink: A felolvasó (Der Vorleser), Emily Brontë: Üvöltő Szelek (Wuthering Heights), Janette Oke: Szelíd Szerelem (Love Comes Softly) és Honoré de Balzac: A Völgy Lilioma (Le Lys Dans le Vallée) című regényét fordította perzsa nyelvre.
Sojoudi jelenleg saját regényén dolgozik.